# Хасан ага
Хасан ага Караходжов е родопски помак, провъзгласил се за владетел на Рупчос. Според някои предположения е роден в село Тъмръш, а според други – в с. Лясково и по данни на Христо Попконстантинов е управлявал 70 години през 18 и 19 век. Според Ангел Вълчев обаче, Хасан ага е поел властта през 1832 г. и е починал през 1855 г.
Хасан ага е известен с това, че строго преследвал всички престъпници на владяната от него територия и ги наказвал сурово, без значение от коя религия, от каква етническа общност и принадлежност са били. По думите на родоповеда Христо Попконстантинов, „особено немилостив е бил към онези, които докосвали честта на жена и мома“.
След смъртта му, властта поел синът му Ахмед ага Тъмръшлията.

## Семейство
Хасан ага от Тъмръш е представител на местния род Караходжови (Караходжолу). Според краеведа Ангел Вълчев, Караходжови подобно на преобладаващото мнозинство от помаците в Родопите, не са практикували многоженство. Хасан ага е бил женен за жена от Чепеларе, която била първа братовчедка на известния ахъчелебийски властник Салих ага. От жена си Хасан ага имал четирима синове – Ахмед ага Тъмръшлията, Мустафа, Смаил и Мехмед (Адил).